# Noegus fuscimanus
Noegus fuscimanus là một loài nhện trong họ Salticidae.
Loài này thuộc chi Noegus. Noegus fuscimanus được Eugène Simon miêu tả năm 1900.